# La pazienza di Griselda
La pazienza di Griselda (La Marquise de Salusses ou la Patience de Griselidis) è una fiaba in versi di Charles Perrault.

Fu pubblicata per la prima volta il 22 settembre 1691 nella raccolta Recueil de Plusieurs Pièces d'Eloquence et de Poésie présentées à l'Académie Française pour les prix de l'Année 1691. Era stata letta all'Académie française da l'Abbé Lavau il 26 agosto 1691.
Grazie al successo ottenuto venne pubblicata separatamente qualche settimana più tardi in volume 12.

Fu inserita nel 1697 nella raccolta I racconti di Mamma Oca.

## Trama
Un Principe si innamora di una pastorella e la sposa. Tuttavia continuamente mette alla prova il suo amore e la sua fedeltà. La giovane pazientemente subisce e alla fine i suoi sacrifici saranno premiati.

## Fonte letteraria
La trama è tratta dall'omonima novella del Decameron di Giovanni Boccaccio.

## Analisi
Attraverso la fiaba, Perrault ci offre una rappresentazione della sua epoca, in particolare dei costumi della classe sociale dominante. Ci sono scene della vita a corte: lusso, feste, nozze. La fiaba è anche un pretesto per una riflessione sul potere, sul rapporto fra gli uomini e le donne, sulla crudeltà e sulla virtù.